# Depswa
Depswa ist eine US-amerikanische Nu-Metal-Band aus Modesto, Kalifornien. Ihre Wurzeln liegen in der Mitte der 1990er Jahre, offiziell gegründet wurde Depswa 1999.

## Geschichte
Das Debütalbum Two Angels and a Dream wurde von dem Plattenlabel Geffen Records verbreitet. Es erschien am 3. Juni 2003 und wurde von Howard Benson produziert. Depswa hatten zahlreiche nationale Touren, beispielsweise mit Mudvayne, Cold, Evanescence, und Trust Company und durften auch auf dem Ozzfest im Jahre 2003 auftreten. Ihr Album Distorted American Dream kam im Oktober 2008 in die Läden.

## Diskografie
- 2000: Faithless (EP)
- 2003: Two Angels and a Dream
- 2008: Distorted American Dream

## Sonstiges
Der Name Depswa reflektiert die Eingebung dieser Band durch berührende und gefühlsstarke Musik. Auf Swahilisch bedeutet der Name so viel wie „hinter dem Mond“, in der Sprache der Ureinwohner des Amazonas bedeutet Depswa so viel wie Medizinmann oder Heiler. Mit ihrer Musik wollen die Bandmitglieder von Depswa in den Menschen etwas bewegen. Ihre Musik ist zusammenfassend auf emotionaler, tiefdringender Ebene gebaut.